# Comuna Starociudnivska Huta, Dzerjînsk
Starociudnivska Huta (în ucraineană Старочуднівськогутянська сільська рада) este o comună în raionul Dzerjînsk, regiunea Jîtomîr, Ucraina, formată din satele Starociudnivska Huta (reședința) și Suljînivka.

## Demografie
Componența lingvistică a satului Starociudnivska Huta
     Ucraineană (99,48%)
     Alte limbi (0,17%)
Conform recensământului din 2001, majoritatea populației satului Starociudnivska Huta era vorbitoare de ucraineană (99,48%), existând în minoritate și vorbitori de alte limbi.